# Wurfparte

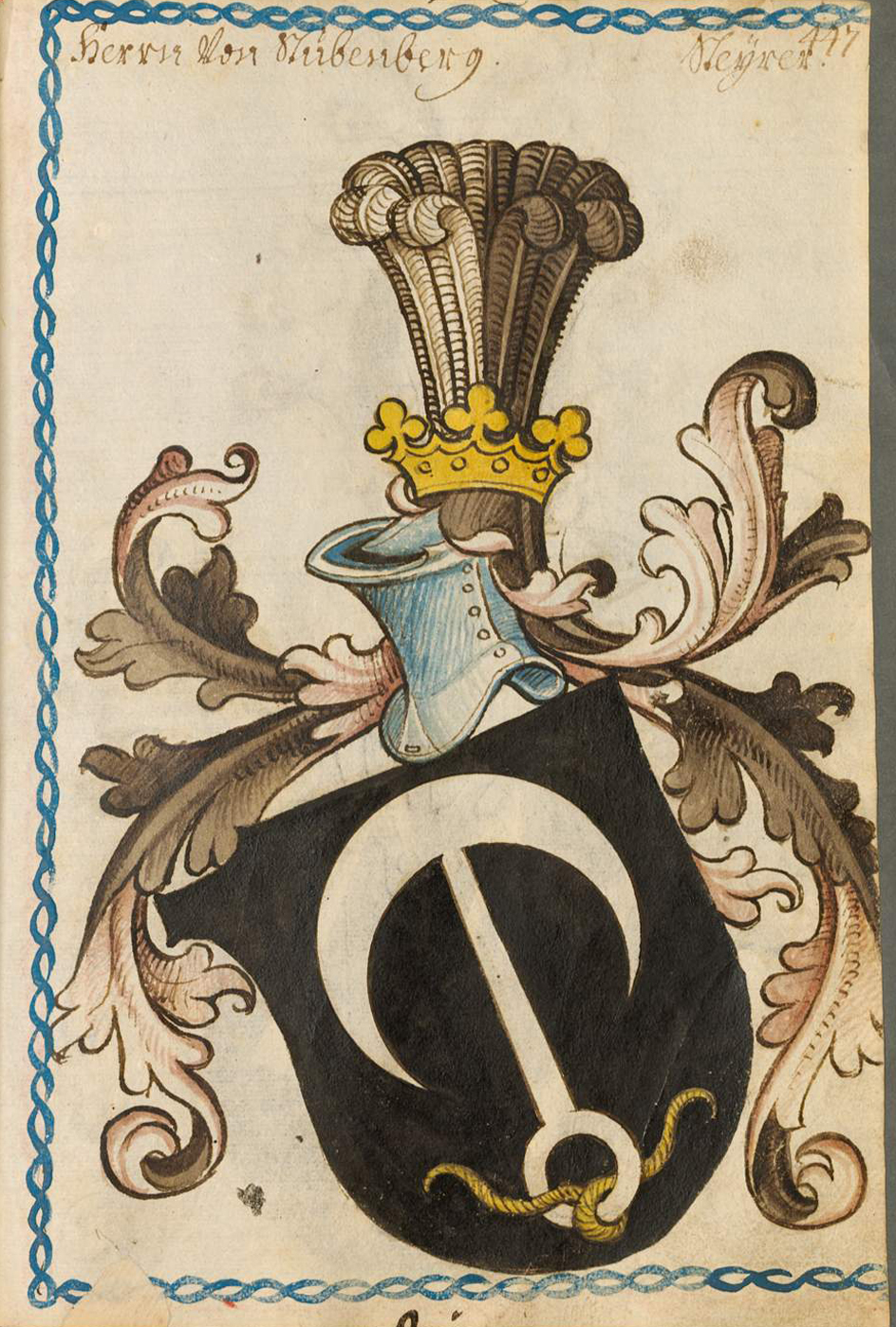
Wurfparte im Wappen von Stubenberg (Adelsgeschlecht)

Die Wurfparte, auch Wurfbarte, ist in der Heraldik eine gemeine Figur und entspricht der natürlichen Ritterwaffe. Diese Waffe an einem Seil diente dazu, den gegnerischen Reiter vom Pferd zu reißen.
Verwechslungen oder versuchte Umdeutungen mit dem Anker oder der Wolfsangel sind unheraldisch. Ein Anker zeichnet sich durch das Vorhandensein eines sogenannten Schwammholzes aus und eine Wolfsangel bei ähnlicher Darstellung hat immer eine Kette.
Die Wurfparte ist normal immer mit der Seilöse und dem Seil zum Schildfuß gerichtet. Als Farben sind alle heraldisch möglichen erlaubt.
In Wappen von Adelsgeschlechtern, wie von Lüderitz oder Familie Tornow, ist die Figur eher anzutreffen als in Stadtwappen.

Breitenfeld an der Rittschein (ehemalige Gemeinde, Steiermark)
Gutenberg-Stenzengreith (Steiermark)
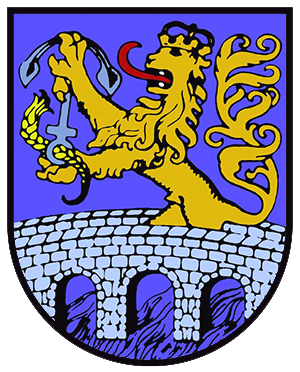
Kapfenberg  (Steiermark)
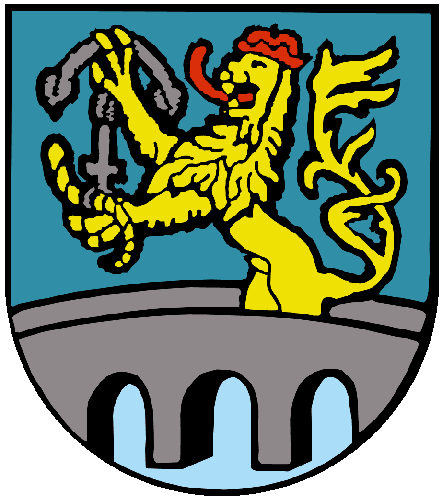
Kapfenberg (einfache Version)